# Asian Sevens Series 2016
El Asian Sevens Series de 2016 fue la octava temporada del circuito de selecciones nacionales masculinas asiáticas de rugby 7.

## Calendario
| Torneo                         | Ciudad    | Fecha                               | Campeón   |
| ------------------------------ | --------- | ----------------------------------- | --------- |
| Seven de Hong Kong 2016 (Asia) | Hong Kong | 2 de septiembre - 3 de septiembre   | Hong Kong |
| Seven de Incheon 2016          | Incheon   | 24 de septiembre - 25 de septiembre | Hong Kong |
| Seven de Colombo 2016          | Colombo   | 15 de octubre - 16 de octubre       | Hong Kong |

## Tabla de posiciones
| Pos | País          | HKG | KOR | SRI | Puntos |
| --- | ------------- | --- | --- | --- | ------ |
| 1   | Hong Kong     | 12  | 12  | 12  | 36     |
| 2   | Sri Lanka     | 10  | 10  | 7   | 27     |
| 3   | Corea del Sur | 8   | 8   | 10  | 26     |
| 4   | China         | 7   | 7   | 8   | 22     |
| 5   | Japón         | 5   | 2   | 4   | 11     |
| 6   | Malasia       | 1   | 5   | 5   | 11     |
| 7   | Taiwán        | 2   | 4   | 2   | 8      |
| 8   | Singapur      | 4   | 1   | 1   | 6      |

| Bandera de Hong Kong |
| Campeón Hong Kong    |
| 3º título            |